# Plevna, Călărași
Plevna este un sat în comuna Lupșanu din județul Călărași, Muntenia, România.

## SCURT ISTORIC AL TRECERII PRIN TIMP A LOCALITĂȚII

#### Valea Mare- Presupuneri toponimice
Pe teritoriul actual al satului Plevna, amplasat în Câmpia Lehliu, subunitate a
Bărăganului Mostiștei, parte a Câmpiei Române, ca o destinație „adăpostită” și
prielnică a transhumanței, își aveau adăposturile sezoniere, tradiționale deja,
păstori din Câmpulung și Buzău, ce se ocupau și cu plugăritul. Poate nu
întâmplător și  nu exclusiv pentru relieful determinat de văile numite azi Valea Tabacului și Valea Rusului, de grad secundar, afluente stânga ale Văii Baba Ana, noua așezare s-a numit inițial Valea Mare,

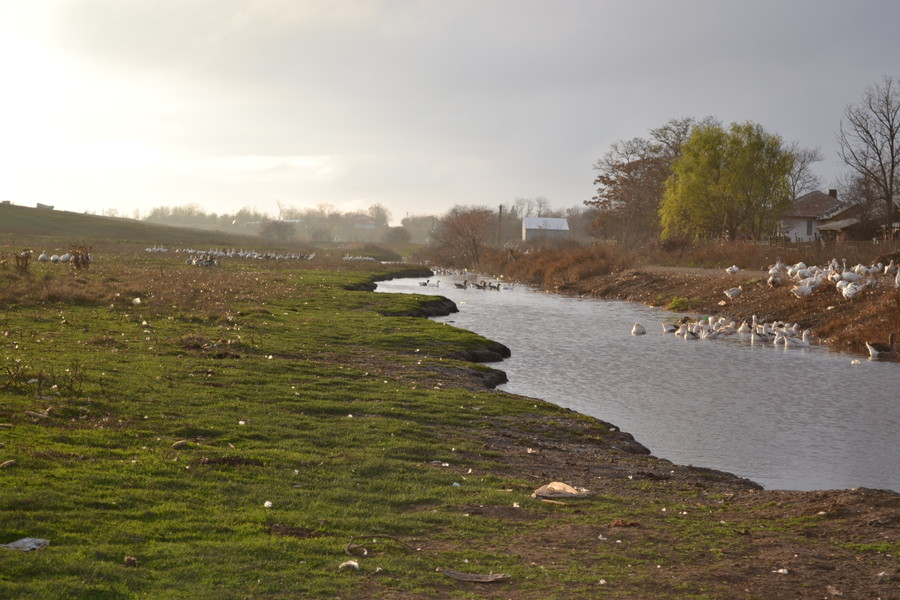
Firul de apă ce brăzdează Valea Mare

poate și pentru a delimita- în raport cu străinii sau a
identifica- geografic, sentimental și de apartenență, spațiul folosit de
păstorii originari din Valea Mare-Pravăț, învecinată Câmpulungului argeșan,
despre care se consideră că au fost primii stabiliți aici. Există în zonă
exemple de așezări noi, numite omonim celor de origine, ca în cazul localității Siliștea, com Valea Argovei, ce ținea legătura sentimentală și onomastică de
apartenență cu Săliștea Sibiului, locul de origine al întemeietorilor satului.
O legendă toponimică locală, favorizează atribuirea întemeierii vetrei
satului unor păstori „de la munte”. „Se
spune că pe aceste meleaguri, cu mulți ani în urmă, s-ar fi stabilit o
păstoriță venită de la munte, pe care o chema Ana. Ea venise cu o turmă mare de
oi. Văzând pășuni bogate, această păstoriță a rămas toată vara și toamna cu
oile sale, iar când a venit iarna, și-a întocmit adăpostul pentru oile sale,
căci se înțelesese bine cu locuitorii din aceste meleaguri. Ea își instalase
adăposturile pentru oi pe o vale largă, prin mijlocul căreia se scurgea o apă
care avea legătură cu Mostiștea de astăzi. Valea era ferită de vântul aspru al
iernii din Bărăgan- aceasta a făcut-o pe păstoriță să rămână în continuare
aici. De o parte și de alta a văii se întindeau pământuri roditoare cât vezi cu
ochii. Astăzi acestea aparțin de localitățile Plevna, Ulmu și Vlad Țepeș. Ana a
rămas acolo până la adânci bătrâneți; a ajuns foarte bogată. Ana nu se
căsătorise niciodată, și era bună cu oamenii cu care avea de-a face. După
moartea ei, locuitorii au denumit locul unde trăise- Valea Baba Ana. De atunci
se păstrează această denumire și în documentele primăriei, căci oamenii care
aveau pământ acolo spuneau că merg pe Valea Baba Ana”.

#### Valea Mare- Realități istorice
Localitatea a luat ființă efectiv pe nucleul acareturilor sezoniere
păstorești, și a fost  în mod  „oficial” întemeiată  prin împroprietăriri în etape a unor cetățeni
din comuna Ulmu[2] și
din alte localități învecinate, ca urmare a reformelor agrare ulterioare Războiului
de Independență, în special prin Legea
pentru împroprietărirea însurățeilor pe moșiile statului (după 12 februarie
1879- 18 împroprietăriri; în 1880- 12 împroprietăriri; iar în 1882- 129
împroprietăriri[3]),  drept pentru care, până în ziua de azi, multe
familii își trag numele de la „strămoșii întemeietori”: Gavrilă, Jerlăianu, Bucur, Radu, Alexandru și au amplasamentul
imobilelor pe „locul vechi de moștenire” prin divizarea lotului construibil
originar. În timp foarte scurt se
constată o explozivă creștere a populației noii localități, fapt vizibil prin
prisma faptului că în 1888[4],
localitatea număra deja 300 familii și 1500 de suflete , în 1906[5]
erau 250 familii cu o populație de 2257 locuitori. 

#### Plevna- toponimul definitiv al așezării
Data de 1 aprilie 1891, când intră în vigoare Legea pentru organizarea comunelor rurale se recunoaște, pe două
paliere, dezvoltarea și însemnătatea locală a așezării:
1- localitatea primește un nume nou- Plevna, atât din considerent
onomastico-istoric al epocii, pentru noile așezări întemeiate după câștigarea
independenței, dar și favorizat de relieful vălurit, se pare, destul de
asemănător cadrului geografic al localității omonimic-patronime din Bulgaria,
loc de eroică și răsunătoare izbândă a armatei române. Se pierde astfel
legătura cu mediul transhumant, localitatea începând să se individualizeze prin
alte trăsături;
2- statutul satului se modifică, în localitate de prim rang, ca sediu de
comună, în principal pe baza argumentului demografic. La anul 1906 situația se
prezenta astfel: „în întrega comună ( și parohie)
sunt 476 familii distribuite astfel: 250 în satul Valea Mare, 135 în Valea
Rusului, 90 în Domnița Maria și 1 în Hoinari”.
Un factor  statut era favorizat și de faptul că cele două
drumuri, numite azi D.N. 3 (București-Călărași-Constanța) și D.J. 313
(Dorobanțu-Plevna-Pelinu), ce traversau zona, treceau prin satul Valea Mare- Plevna.
Până la 1891, Valea Mare aparținea de comuna Ulmu, iar Valea Rusului[7]
depindea de comuna Lupșanu. În anul 1895 s-a format satul Domnița Maria, care
s-a alipit comunei Plevna iar din 1896 și mica „așezare” Hoinari, întregește
teritorialitatea comunei Plevna. Organizarea administrativă descrisă mai sus a
cunoscut o modificare structurală între anii 1935-1942, când fiecare sat al
comunei dobândește statut de comună, cu primar, notar, pândar, etc. Au existat
deci Comuna Domnița Maria[8]
(formată din satul Domnița Maria) și Comuna Valea Rusului[9]
(formată din satul Valea Rusului și gospodăria din Hoinari). Situația revine la
normal până la organizarea administrativ teritorială din 1968, când localitățile
comunei Plevna, respectiv satele Plevna și Valea Rusului, devin componente ale
comunei Lupșanu, iar satul Domnița Maria- Modelu-Înfrățirea trece în componența
comunei Dor Mărunt.
Acestor considerente socio-economice, prin care satul Plevna, în doar 12
ani de la întemeiere, dobândește un caracter precumpănitor asupra localităților
învecinate, i se adaugă și unul bisericesc, în faptul că aici se află și sediul
parohial, celelalte comunități devenind la rându-le parohii, adică având 
preot
propriu, mult mai târziu.
Statutul deosebit al comunei Plevna este reconfirmat la 23 aprilie 1904,
când din rațiuni financiare, comunele au fost grupate pe „cercuri” spre a se
putea susține anumiți funcționari comunali. Plevna însă, alături de alte 17
comune, având un venit superior pragului de 8000 lei, nu era grupată în vreun
cerc, ba mai mult având și reședință a postului de jandarmi, dovedea o
comunitate puternică și bine așezată în economia județului Ialomița.

### Statutuleconomic al locuitorilor
Aflat în zona deosebit de fertilă a Câmpiei Române, satul Plevna a
cunoscut o dezvoltare economică bazată exclusiv pe agricultură, realitate, ce
în ultimele două decenii ce au premers căderea comunismului, i-a pricinuit și
decăderea. Loturile de teren cu care au fost împroprietăriți primii locuitori, suprafețele
agricole enorme ale proprietarilor locali, au permis buna dezvoltare
individual-familială a întemeietorilor, amintind doar în treacăt că în 1888
trăiau în Valea Mare și Valea Rusului circa 1500 săteni, dar au creat premise
favorabile și pentru acțiuni edilitate îndrăznețe- ca de pildă, înălțarea
bisericii (1893), a primăriei (1896),
a școlii  (1903).  
Date certe asupra statutului juridic al suprafețelor agrare de pe
teritoriul comunei, datează din 1906, când se constată că aceste enorme
întinderi (cca 11.000 ha) erau concentrate, prin proprietate sau arendă, în
mâinile a 5 persoane:

1. Anton Enescu, arenda Moșia Făurei (fostă proprietate a Mânăstirii Cotroceni), suprafață
de 4400 ha.
În plus avea în Plevna și un „tamaslâc” cu vite de rasa ialomițeană.
S-a remarcat prin
contribuția importantă la definitivarea bisericii din sat..
2.
D.Negreanu
era proprietarul Moșiei Valea Rusului,
în suprafață de 1000 ha ;
3.
Nicolescu Oscar
deținea  Moșia Martoi, cu 1970 ha teren arabil și 30 ha islaz; 
4.
Perlea George avea, în Valea Rusului,
1980 ha teren arabil și 20 ha islaz,
5. Peteu I., a cărui
soție este înmormântată în curtea bisericii Valea Rusului,  avea în proprietate 1970 ha teren arabil și
30 ha islaz,
arendat de către Carantino Cristina.

Nu sunt motive să se presupună că anterior
anului 1906, situația ar fi putut fi diferită, puteau fi altele doar numele
proprietarilor sau arendașilor, terenul însă, așa cum se specifică în Monografia
Părintelui Ilarion, era mult mai compact.
Dată fiind populația și resursele, din 1905,
la hramul istoric al bisericii, 13-14 octombrie, se desfășura un „bâlci anual cu obor pentru vânzarea vitelor”.

Societatea Agricolă Plevna, succesoare a CAP Plevna, sub
raportul portofoliului funciar avut în administrare, deține locul întâi în
comuna Lupșanu, exploatând peste 1400 ha teren agricol. Conducătorul acesteia,
inginerul agronom Mihail Coman (trecut la Domnul, fulgerător, la 19 noiembrie 2016), a preluat de la înaintași ștafeta mulțumirii și
recunoștinței generoase față de Dumnezeu, pentru binecuvântarea roadelor
pământului, fiind în fiecare an un spijin neclintit și generos în activitățile
investiționale ale Parohiei Plevna, poate și prin prisma faptului că sediul
Societății Agricole Plevna este chiar în conacul ctitorilor bisericii din Valea
Rusului.

În anii 70, construirea Sistemului Național
de Irigații, în faza a doua tehnologică (faza I, primitivă - rețea de canale
din care se alimentau motopompele; faza a II-a, evoluată - canale magistrale,
stații de pompare și conducte subterane de transport, prevăzute la suprafață cu
hidranți) a permis amplasarea în localitate a unui ansamblu de utilități de
cazare tip organizare de șantier, folosit de unitățile militare detașate în
economia națională. „Șantierul” avea instalații sanitare moderne, încălzire
centrală, puț forat de mare adâncime, etc.
Datorită

unui localnic, Oscar Dumitru Popa, originar din Valea Rusului, ajuns într-o
poziție de decizie în Ministerul Agriculturii și Industriei Alimentare, prin depunere
de eforturi în dorința „lăsării unui semn” se amplaseză, în Plevna în deceniul
7 al sec XX, o modernă Stațiune pentru Mecanizarea Agriculturii, căreia îi erau
arondate structurile agricole din toate comunele învecinate.
După
anii 70 ai secolului trecut, înăsprindu-se condițiile vieții la țară și
încurajați de dezvoltarea industrială a marilor orașe, cei mai tineri săteni,
sau copiii celor ce au rămas totuși în sat, au luat calea exodului, ușor-ușor
localitatea Plevna suferind un proces de îmbătrânire și depopulare accentuată.

## PERSONALITĂȚI
Cu toate că populația locală era dedicată trup și suflet agriculturii,
generațiile ce au urmat au fost în măsură să-și găsească un drum al vieții, pe
măsura darurilor cu care au fost înzestrate. Astfel, și nu puțini, au urmat
drumul învățământului superior devenind ingineri, contabili, profesori, medici,
avocați, polițiști, pompieri. Dar și comandant de cursă lungă, general al Seviciului
de Telecomunicații Speciale, scafandru al trupelor speciale, judecător.
Atrag atenția în mod deosebit, fiii satului ce au luat asupra lor „jugul
Domnului” (slujirea clericală) și cei ce s-au remarcat la nivel național.

### Personalități religioase
Un aspect important al religiozității
sătenilor este evidențiat prin numărul important de clerici și slujitori
bisericești, ce își au originea în Plevna (sau ai căror părinți sunt originari
de aici), ce au exercitat slujirea în localitate, prin vecinătăți, în țară sau în diaspora:

#### Preoți
Pr Iacob Mihail (paroh la Zimbru, Dragalina, Plevna),
Pr Radu Dumitru ( paroh la Valea Rusului și Făurei),
Pr Tănăsoiu Adrian (paroh Sf Pantelimon, Ilfov),
Pr Olteanu Alin Cristian (paroh Răzvani și Fiumicino, Italia),
Pr Toma Gabriel (paroh Plevna),
Pr Țiței Emil (paroh Independența și Vișini),
Pr Florescu Laurențiu (paroh Ștefănești),
Pr Radu Cristian (paroh Mihai Viteazul și slujitor Sf Anastasia,
Călărași),
Pr Țițeică Florin (paroh Frăsinet),

#### Cântăreți bisericeșticu „școală”
Radu Gheorghe (cântăreț în Plevna),
Radu Ion (cântăreț în Nucetu),
Oprea Ionuț (cântăreț în Lupșanu),
Stoian Constantin (cântăreț în Plevna), licențiat în teologie,

#### Licențiațiîn teologie
Filipescu
Cătălin

#### Seminariști
Echil Ilie,
Grigore Bogdan

### Personalități de rang național
Marcel
Rosculeț

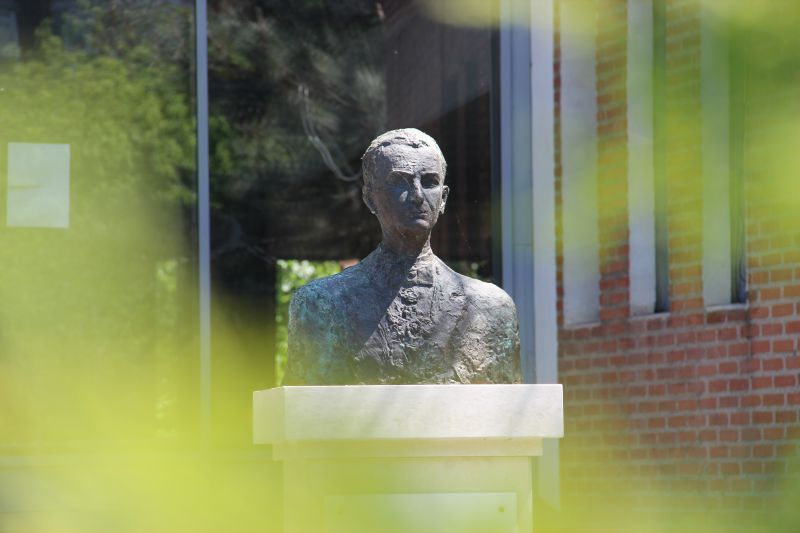

 Matematician renumit, autor de numeroase
tratate și lucrari știintifice de  analiză matematică. Profesor
universitar la Universitatea Politehnica din Bucuresti. Poet recunoscut, având
peste 10 volume de poezii (Cloșca cu puii
de aur, Et  in arcadia ego vol 1-2, Alma Mater, Cogito..., O-Vidius - Dacia Felix, Ars Longa  - Vita
Brevis,etc.)

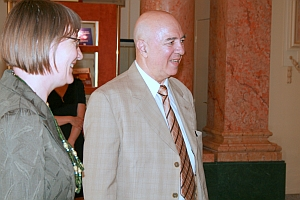

Constantin Enăchescu ( nepot al preotului Ilarion Fiera)

 Doctor în Psihologie, doctor în Medicină,
Medic primar psihiatru.
Este
profesor universitar la Facultatea de Psihologie și Științele Educației din
cadrul Universității București. Este autorul unor importante lucrări de
specialitate: “Elemente de Psihologie
Proiectivă” (1973), “Expresia
plastică a personalitatii” (1975), “Psihologia
activitații patoplastice” (1977), “Tratat
de igiena mintală” (1996), “Tratat de
Psihanaliză și Psihoterapie” (1998), “Tratat
de psihologie morala” (2002), “Tratat
de Psihosexologie” (2003), “Tratat de
Psihopatologie” (2005), “Tratat de
teoria cercetării știintifice” (2005). 
Constantin
Vasile- MAO (fiu al preotului Mihai
Constantin)

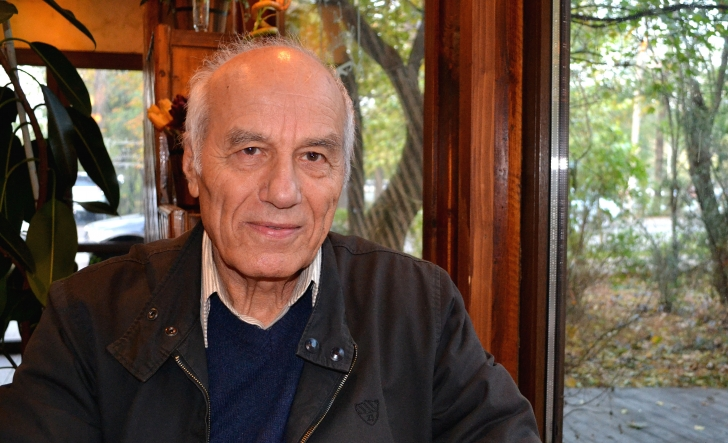

 Antrenor emerit al Federației Române de
Rugby
Profesor
universitar la Universitatea din Coimbra, Portugalia. Autor de lucrari
stiintifice referitoare la terapia prin educatie fizica si  rugby ( Rugby,
pregătirea copiilor și juniorilor (1985); Exerciții fizice în tratamentul
reumatismului articular (1989); Rugby-
specializarea posturilor (2002);Rugby- tehnică și tactică (2004); Bucurii și
tristeți în Rugbyul românesc (2008).
Traian
Vulpescu (ginere al preotului Ilarion
Fiera)
   
 Profesor universitar la Conservatorul
din Cluj, compozitor.
Ginere al primului preot din Plevna și frate al marelui interpret de operă
Mihai Vulpescu.Autor a numeroase culegeri de muzică bisericească și folclor.  Este înmormântat  în cavoul familiei preotului
Fiera din curtea bisericii Plevna.
Ofelia Vaduva (descendentă din familia de învățători
Blebea)
 Folclorist 
Autoare de lucrări cu tematică folclorică și etnografică: Pași spre sacru, Magia darului, Valori identitare în Dobrogea, Sărbători
și obiceiuri
Eugenia Sincan
 Profesor filolog
Inspector în Ministerul Învățământului.
Valeriu Rosculeț
 Medic renumit în perioada interbelică
Cleo Nicoleta Roșculeț  Medic, Doctor în Științe medicale, Institutul

Matei Balș

## CULTUL EROILOR
Având o populație numeroasă, satul Plevna a contribuit la cele două Mari
Războaie cu un număr apreciabil de ostași, căzând eroic în luptă un număr de 77
de consăteni, așa cum sunt consemnați în Pomelnicul veșnic al parohiei:

### Primul Război Mondial

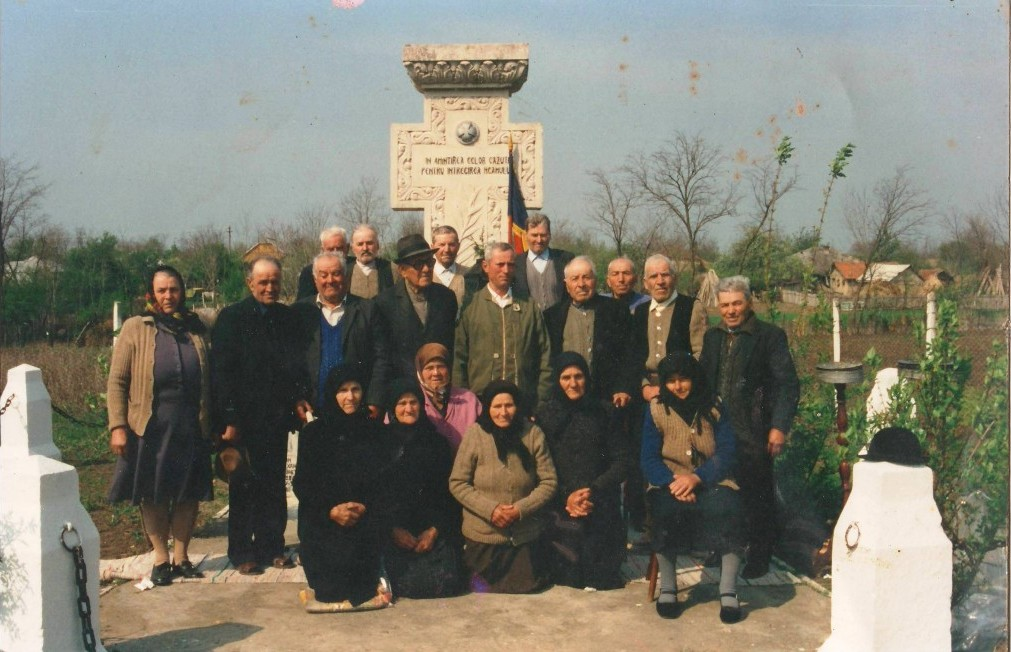

Lt. Farm. Fiera Nicolae
Serg. Constantin Ion
Sold. Dumitru Nicolae
Driceanu Gheorghe
Serbulea Gheorghe
Gheorghe Tudorache
Tarhon Ion
Bujoianu Gheorghe
Radu Tiberea
Vasile Ion
Ionita Marin
Bunda David
Bunda Ion
Condeanu Arghir
Soare Tudor
Stanciu Marin
Petre Gheorghe
Mihai Păun
Comsa Andrei
Petre Radu
Bristor Dumitru
Stroe Petre 

Petre Petre
Gugiu Iosif
Gugiu Nicolae
Oprea Savu
Moise Petre
Dinca Nicolae
Tiberea Gheorghe

### Al Doilea Război Mondial

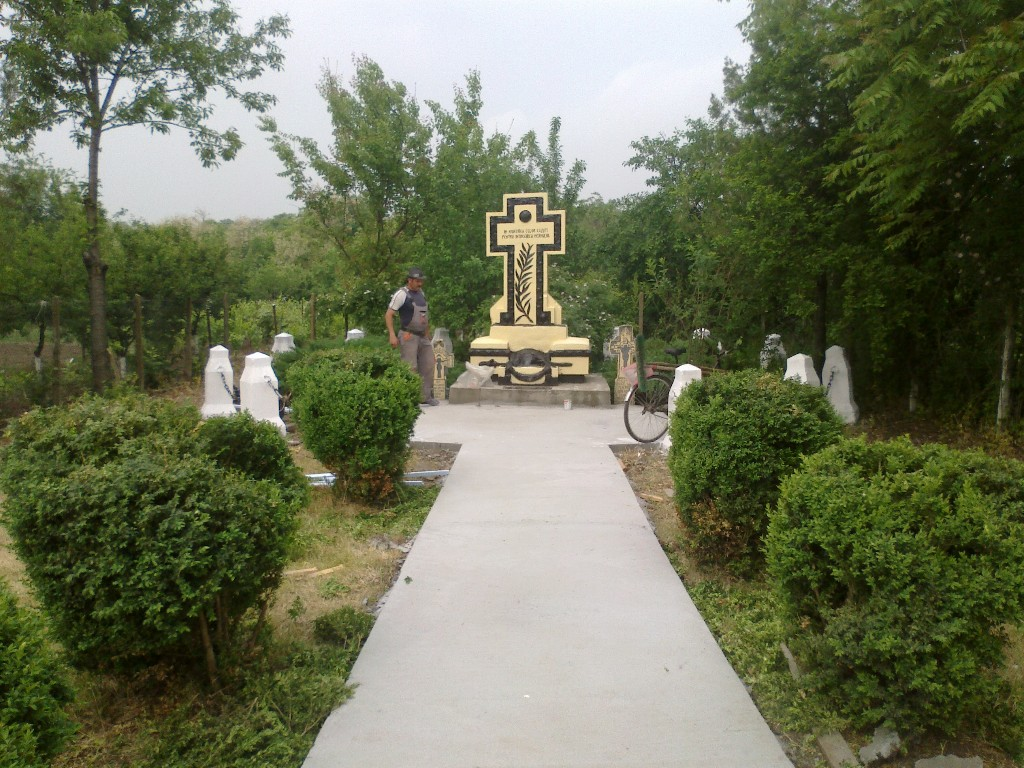

Sg. Maj. Gheorghe Aurel
Secareanu
Nicolae
Gheorghe Nicolae
Tulpan Nicolae
Velicu
Grigore

Comnea Nicolae
Valimareanu Mihail
Cap. Iordache Nicolae
Corneliu Marin 
Stoica
Nicolae
Fr. Corneliu Mihail
Sold. Ionita Dumitru
Gugiu Gheorghe
Durea
Nicolae
Bucur
Radu
Vasile
Gheorghe
Radu
Anton
Bunda
Gheorghe
Dobre Ioan
Alexandru Pompilian
Titeica Aurel
Mihai Ion
Comsa Gheorghe
Stanciu Dumitru
Alexandru Ion
Ieremia Aurel
Soloiu Marin
Dumitru Ion
Iliescu
Mihail
Ciocan Gheorghe
Radu Alexandru
Simion Petre
Comnea Nicolae
Oprea Nicolae
Ionita Nicolae
Stanciu Stelian
Radu Dobre
Ilie Dascalu
Alexe Dascalu
Petcu Gheorghe
Dinu Nicolae 
Nicolae Ion
Ieremia Nicolae
Chitescu Dumitru
Mitran Petre
Fana Marin
Ghimbis Calin
Mihali Grigore

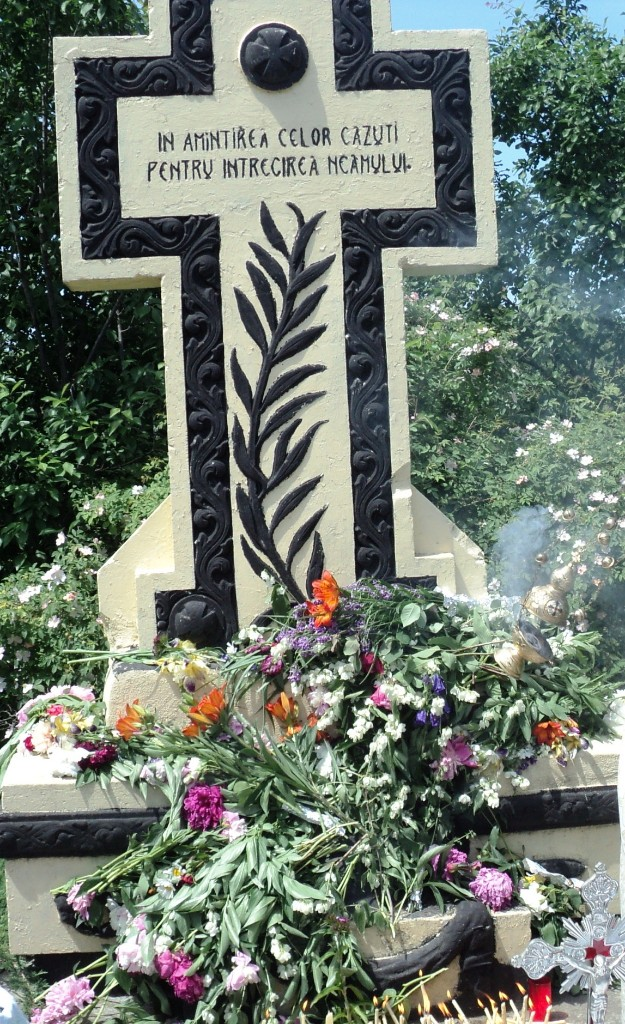

Acest lucru a făcut ca în localitate „cultul eroilor” să aibă nu doar o
dimensiune „euharistic” -impersonală ( încadrată în rugăciunea generală pentru „ostași,
eroi, luptători, căzuți în toate timpurile și toate locurile”), ci și una
personal-sufletească, dată de legătura rudelor, rămase în viață, cu EROII. În
acest sens, ulterior Primului Război Mondial, cu sprijinul Societății pentru
Cultul Eroilor, se înalță în proximitatea bisericii și a Primăriei, un monument
dedicat „luptătorilor pentru întregirea
neamului”. Acest loc comemorativ al eroilor a fost întotdeauna sub
autoritatea spiritual- gospodărească a parohiei. Astfel îngrijirea, curățenia
și împrejmuirea au fost efectuate în mod constant de enoriași prin comitetul
parohial.
La 19 mai 1958, consiliul parohial hotărăște împrejmuirea Monumentului
Eroilor ( lăsat în părăsire de către autorități, poate și datorită faptului ca
avea reprezentare cruciformă, unică în împrejurimi). La 8 iunie se constată
srângerea banilor și materialelor necesare, iar la 24 iunie lucrarea este pusă
în operă[1].
Peste doi ani, la 29 mai 1960 se desfășoară o altă colectă pentru monument, în valoare de 400 lei.
După Revoluție, veteranii de război au întemeiat un comitet ad-hoc, care
să desfășoare activitățile gospodărești ale bunei întrețineri ale acestui
monument. Membrii fondatori erau Alexandru Vasile, Filipescu Nicolae, Alexandru
Loven, Moldoveanu Tudor, Comnea Marin, Comnea Ion, Radu Bulibașa. În principal
osteneala acestor enoriași a constat în lucrări de împrejmuire si de conservare a edificiului.

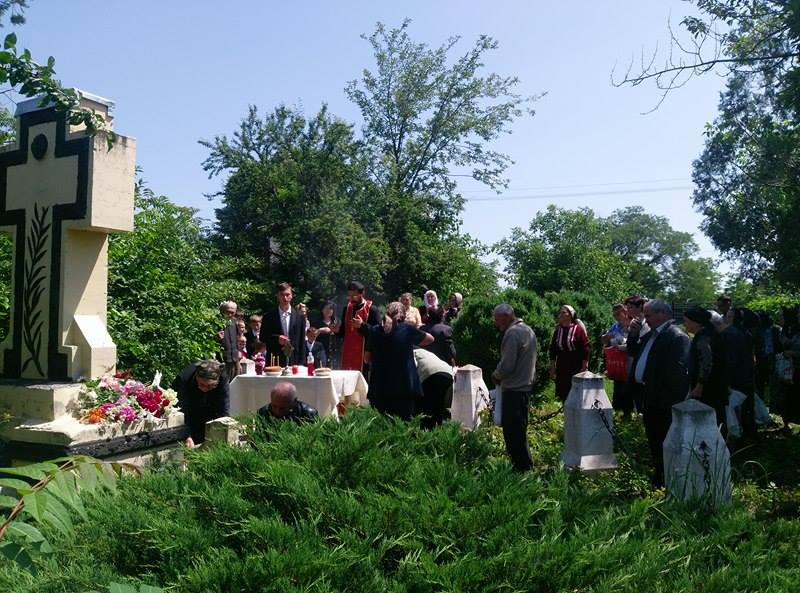

În anul 2013, la inițiativa preotului paroh și prin osârdia lui Alexandru Tudorel, nepot al veteranului Alexandru Vasile, s-au realizat importante lucrari de
refacere si infrumusețare: platformă de beton pentru acces pietonal,
împrejmuire din panouri sudate de plasă zincată și zugrăvire.
În cursul studiului pentru realizarea prezentei cercetări, s-a
identificat în biserica parohială, pe pilastrul naosului dinspre miază-noapte,
mascat de un panou iconografic din lemn dedicat sfintei Filoteea, pomelnicul
eroilor din sat. Contrariat de faptul că în împrejurimi nu există în biserici
pomelnicul eroilor locali, am identificat pe temeiul 3314/9 aug 1942 al
Protoieriei Ștefănești, sarcina obligatorie a „amplasării în biserică a unei plăci cu numele eroilor, unde în
sărbători să ardă o candelă”.
Mai
mult chiar, comunitatea religioasă a localnicilor a inițiat un proiect edilitar
în memoria eroilor locali. În 1938, Parohia Valea Rusului a  dorit efectuarea unui schimb de teren, prin
care primaria locală ar fi primit 1978 m2 din terenul agricol
parohial (extravilan) în schimbul a 1000 m2 în centrul satului
pentru construirea unei case parohiale. Ulterior, când demersurile erau destul
de înaintate, fără a fi intocmite încă acte oficiale, parohia Valea Rusului are
inițiativa- în cazul aprobării schimbului- de a renunța la terenul cerut în
scopul „de a fi înălțat pe el monumentul
eroilor și parcul comunal”
. Împrejurările istorice au făcut ca Primăria Valea Rusului să fie desființată,
monumentul și parcul comunal să nu mai fie priorități, iar schimbul de teren să
nu se realizeze. 

## BISERICA DIN PLEVNA

### Ctitori și hram
Piatra de temelie („biserica este
de cărămidă, având piatră numai jos, la temelie”)
pentru lăcașul de rugăciune al noii comunități a fost pusă în 1887, aproape concomitent
cu împroprietărirea sătenilor, fondurile bănești fiind colectate prin donații,
taxe autoimpuse asupra pământului primit de la stat, prin liste de subscripții
în parohie și în localitățile învecinate, grație ostenelii deosebite a
enoriașilor pantahuzieri Niță Pasăre și Costea Popa Dimitriu dar și în
localitățile comunei ialomițene Burdușelu, de unde era originar, precum și în
satul Cotorca, unde avea parohia de hirotonie, preotul Ilarion Fiera, cel
însărcinat cu încheierea lucrărilor la bisericia în Valea Mare.        
„Pentru
lucrările de tencuit exterior, interior și pictură, s-a făcut înțelegere cu
enoriașii, fixându-se pentru fiecare împroprietărit agricol suma de 74 lei.
Peste aceste sume au ajutat mai mult Anton C.Enescu, Ion Gavrilă, Ion Ursoiu,
Gheorghe Bucur, Stan Ion, Ion Nichifor, Gheorghe Pasăre, Ion Jerlăianu, Ion
Zecheru, Nicolae Roșculeț, Gheorghe Nicolae, Gheorghe Băncilă, Tudor Robescu,
Stan Comnea, Ioniță Nicolae, David Bundă, Dobre Zaharia, Petcu Ștefan, Marin
Ștefan, Petre Ștefan, Dumitru Ivan, Vasile Parotă, Stan Alexandru”.
  
Într-un timp relativ scurt, se încheie construcția și pictarea bisericii
( pictor Ghiță Ionescu) și biserica se târnosește la 14 octombrie 1893 primind
hramul Sfinții Voievozi Mihail și Gavriil, dar și sfânta Parascheva (ca hram
istoric, în legătură cu ziua târnosirii) cum se specifică în Monografia religioasă a parohiei din comuna
Plevna, jud. Ialomița, alcătuită în anul 1906 de Pr Ilarion Fiera, sau în
fotografiile construirii pridvorului, când pe frontonul bisericii pot fi văzute
icoanele Sf Arhangheli și a Cuv Parascheva .

### Pisanii
Pisania consemnează în mod laconic date, lucrări și oameni:
  
ACEASTĂ SFÂNTĂ BISERICĂ CU HRAMUL SFINȚII VOEVOZI MIHAIL ȘI GAVRIL
ZIDITĂ DE ENORIAȘI ÎN ANUL 1893, ÎN ANUL 1927 S-A RENOVAT PICTURA SUB PREOT
ILARION FIERA; SUB CONDUCEREA PREOTULUI MIHAI CONSTANTIN, CÂNTĂREȚ RADU
GHEORGHE, EPITROPI CONSILIERI ȘI MULȚI DIN ENORIAȘI S-AU EXECUTAT ACESTEA: ÎN
ANUL 1947 RESTAURARE PICTURĂ, ÎN  1954
REFACEREA EXTERIORULUI, ÎN 1956 CLOPOTNIȚĂ NOUĂ, 1966 PRIDVORUL ȘI ÎN 1968
RESTAURARE ȘI PICTURĂ.
   Lucrările de împodobire cu pictură din 1988
sunt specificate în anexa la pisanie:
  
REPICTAREA BISERICII S-A FĂCUT ÎN ANUL 1988. PR. PROT. ALECU PAULIN SUB
SUPRAVEGHEREA PR. PAROH. ICONOM STAVROFOR GUGU AUREL, PR MIHAI CONSTANTIN,
DASCĂL RADU GHEORGHE, I. OPREA ȘI SPRIJINUL ENORIAȘILOR

### Descriere

#### a.Exteriorul
„ Biserica este edificată pe plan
trilobat pe temelii din piatră, zidurile sunt din cărămidă, acoperită cu tablă
zincată. Fațada de vest e interesantă prin ritmul ascendent al frontoanelor ce
încoronează cornișa pridvorului și pronaosului. Decorația exterioară este
foarte sobră, rezumându-se la împărțirea verticală printr-un profil cu mic
relief, amintind de un pilastru plat. Lăcașul de cult are lungimea de 26 m,
lățimea de 10 m, majorată până la 15 m în dreptul absidelor laterale.
Naosul  este prevăzut cu o turlă mare,
spațioasă, octogonală, străpunsă de 4 ferestre.

#### b.Interiorul
Pridvorul are formă pătrată, este închis, luminat prin două ferestre de
fiecare parte a pereților laterali.
  
Pronaosul de plan dreptunghiular este boltit în semileagăn și se
sprijină pe suporturile verticale ale zidurilor continuu, primește lumină prin
patru ferestre dispuse simetric la nord și sud. La vest cafasul se întinde în
lățime de la sud la nord, sprijinindu-se la jumătatea distanței pe doi stâlpi
decorați cu icoane.
  
Naosul este foarte larg, cu abside la nord și sud, semicirculare la
interior și poligonale la exterior, străpunse de câte o fereastră. Este
prevăzut cu turlă octogonală străpunsă de patru ferestre. Turla este tăvănită
și se sprijină pe patru pandantivi cu suprafață plată, iar acestea pe patru
arce. Absidele laterale sunt acoperite cu câte o semicalotă sferică.
  
Altarul semicircular la interior și poligonal la exterior, boltit, cu
ușă la sud și două ferestre, una axială și una spre nord. Este despărțit de
naos prin catapeteasmă din lemn, având patru registre de icoane.

### Pictura
Executată în
tehnica ulei, compartimentarea și juxtapunerea registrelor de sfinți în
picioare, medalioane, scene, este realizată cu economie de mijloace
reprezentative dar căutându-se o reprezentare corectă, în stil realist și cu
stil propriu tehnicii adoptate.
  
Icoanele catapetesmei sunt pictate în tehnica ulei, de factură realistă,
cu încercări de modelări în clar obscur și cu o redare oarecum perspectivică a
spațiului scenelor. Icoanele împărătești și ușile diaconești, de mai mari
proporții vădesc o și mai mare apropiere de tradiția picturii de șevalet în
tratarea personajelor.” [3]

### Sfințiri
Nu se cunoaște arhiereul ce a săvârșit târnosirea în 1893. Însă
ulterioarele sfințiri ale repicturii sunt bine documentate.
  
La 20 iulie 1947 „ pe un timp
extraordinar de greu, bântuit de secetă și de urgiile ei, s-a încheiat lucrarea
de repictare a bisericii, prin acordarea veșmântului sfințeniei. Episcopia
Tomisului, apreciind judicios contextul în care a fost executată această
lucrare și pentru zelul depus de către preotul Mihai Constantin, i-au fost
acordate acestuia, în mod excepțional, concomitent primele două ranguri
onorifice preoțești: sachelar și iconom”.
 
Data următoarei rânduieli de sfințire a fost la Duminica Mironosițelor
din anul 1968 ( 5 mai 1968)[5].
La resfințire, ca delegat al Patriarhului Justinian, a participat preotul
Leonida Mateescu, consilier administrativ al Arhiepiscopiei Bucureștilor. „cu acea ocazie P. C. Sa. s-a pronunțat în
plină asistență a preoților și credincioșilor că va interveni la Preafericitul
Patriarh să mi se acorde ultimul rang onorific bisericesc: iconom stravrofor.
Nu a trecut mult timp de la aceasta și distincția făgăduită a și fost aprobată
de către P. F. Sa. părintele Patriarh, iar prin ordin am fost chemat la Sfânta
Arhiepiscopie a Bucureștilor pentru hirotezie, primind crucea și brâul rangului
respectiv”.
   În anul 1989, ca încununare a înnoirii
picturii, a săvârșit rânduiala bisericeasca 
Preasfințitul Vasile Costin, Târgovișteanul, înconjurat de un sobor de
preoți și diaconi.

### Vizite pastorale
Date
certe, privind cercetarea canonică a parohiei de către arhierei, privesc
evenimente bisericești desfășurate  la
sfârșitul secolului XX și începutul secolului XXI: 
    26 octombrie 1989 – Preasfințitul Vasile
Costin, Târgovișteanul- participă la sfințirea picturii;
  
19 februarie 1995- Preasfințitul Nifon, Episcopul Sloboziei și Calarașilor –
oficiază cununie teolog;
  
29 apr 2001 – Preasfințitul Damaschin, Episcopul Sloboziei și
Călărașilor- participă la slujbă arhierească;

## PREOȚI

### Pr Iconom stavrofor Ilarion Fiera (1893- 1937)
S-a născut la 20 iulie 1866 în satul Perișoru, jud Ialomița, fiul cel mai mare al preotului Nicolae Fiera din Burdușelu, la rându-i fiul altui preot Fiera, din Piersica, protopopiatul Urziceni, rămânând din copilărie orfan de tată. Absolvent al Seminarului Central din București, gr I (patru clase seminariale). 
Se căsătorește cu Maria Georgescu, nepoata preotului Zaharia din Copuzu. A avut doi băieți și șase fete. În 21 martie 1886, este hirotonit diacon, iar preot la 25 martie 1893 de Arhiereul Valerian Râmniceanul, Mitropolit al Ungrovlahiei fiind Iosif Gheorghian, pe seama bisericii din cătunul Cotorca, protopopiatul Urziceni. Însărcinat cu sfințirea bisericii din Plevna, la  14 oct 1893 este transferat aici. A funcționat și ca învățător, în localitatea Burdușelu, din 1887 până la 1 ianuarie 1894, când se transferă la Plevna menținându-și slujirea de învățător la Școala de aici. Până la 15 februarie 1905 a funcționat ca „preot supranumerar” (plătit de comună) iar mai apoi a fost numit paroh, primind salarizare de la stat. 
 
Ca paroh a activat până la 1 aprilie 1937, între timp pensionându-se din
învățământ, și fiind decorat în 1906 cu „Medalia Jubiliară”
Regele Carol I.  În urma pensionării a rămas ca preot ajutător
până la 7 august 1949 când în urma samavolniciilor și prigoanei comuniste a
decedat în împrejurări dramatice: „în
ziua de 6 august 1949, în etate de aproape 83 de ani,  oficia la biserică slujba Schimbării la Față
a Domnului. La un moment dat, serviciul divin a fost întrerupt de
reprezentanții puterii comuniste, instaurate la nivel local, ce au somat
credincioșii să predea de urgenșă „cotele” impuse pentru colectarea lânii. Ca
urmare, în aceeași zi, după terminarea slujbei, Părintele Ilarion a preluat
sacii cu lână și însoțit de vizitiu s-a îndreptat cu brișca spre localitatea
Dragoș Vodă. Spre adânca neliniște a familiei, au revenit acasă abia a doua zi
dimineața, când părintele a fost adus pe brațe, însoțitorul său declarând cu
mare emoție că în încăperea unde se primeau „cotele” sub motivația că era
preot, că poseda pământ, fiind deci „chiabur”, a fost îndelung insultat,
agresat fizic și verbal, batjocorit, tras de barbă. Într-un final, după ce
fusese ținut mult timp în picioare și aflat în dificultate după brutalitățile
suportate, i s-a oferit un scaun, dar când a fost să se așeze, odată cu
tragerea scaunului spre înapoi, a fost bruscat, astfel că rostogolindu-se pe
spate s-a lovit cu capul de podeaua din beton. Această lovitură i-a cauzat
imediat hemoragie abundentă pe nas și gură, după care a rămas inert. Forțați să
plece imediat către casă, vizitiul a apelat la un localnic să-l însoțească,
deoarece părintele era în stare de inconștiență. Au ajuns în Plevna la 7
august, orele 7, când adus în casa sa a mai trăit până în jurul prânzului,
decesul constatându-se în data de 8 august.
   De menționat, că la scurt timp după înhumarea părintelui, maica preoteasă ,în vârstă de 80 ani, și familia sa au trebuit să părăsească de urgență casa, 
sub amenințarea că „trebuie dusă la Canal, acolo e locul chiaburilor și
popilor”, astfel că întrega agoniseală mobilă și imobilă a fost părăsită”. În
casa părintelui Ilarion a funcționat în timpul comunismului Grădinița de copii.
  
Împreună cu doamna preoteasă sunt înmormântață în cavoul din curtea
bisericii.
   
În timpul păstoririi sale lăcașul de cult a suportat diverse reparații,
restaurări: 1899- refacerea acoperișului distrus de o vijelie, renunțându-se la
cele două turle de pe pronaos, iar în 1927-refacerea picturii ( pictor Ghiță
Ionescu).

### Pr Iconom stavrofor Mihail Constantin (1937- 1981)
Devine paroh la 1 aprilie 1937. Născut la 5 aug 1910, în comuna Crucea ca fiu al lui Paraschiv și Sultana, plugari de frunte, gospodăria lor fiind recunoscută în sat ca fiind înzestrată cu toate uneltele necesare muncii țărănești, precum și cu un recunoscut statut social de cinste și corectitudine, de pildă „în timpul foametei din 1917 în magazia familiei Constantin s-a depozitat făina trimisă de Crucea Roșie din Statele Unite”[3]. Bacalaureat al Liceului Știrbei Vodă din Călărași și licențiat al Facultății de Teologie din Chișinău, promoția 1936. Căsătorit cu Maria Barbu, din Mihai Viteazul, fiica lui Tache și Alexăndrina, de profesie boiangii-piuari. Au avut o fată și 5 băieți. Este hironit diacon la 22 februarie, iar preot la 28 februarie 1937 de Episcopul Tomisului, Gherontie Nicolau. În anii vitregi ai războiului iar mai apoi ai instalării puterii comuniste, a desfășurat activități rodnice pe toate planurile slujirii preoțești :

#### ·Misiune apostolică:
„parohia a fost asaltată continuu de diverși
și numeroși sectanți veniți de aiurea cu scopul de a atrage în mrejele lor
rătăcite pe credincioșii credinței ortodoxe. Dar cum eu, păstorul, nu am lăsat
nicio fisură în viața religios-morală, de care ei să se agațe, asaltul lor a
rămas fără succes. Așa și familia mea am căutat să avem purtări demne, iar
deviza mea preoțească a fost ca orice credincios să facă ce face popa și ceea
ce propovăduiește el, vorba să fie în concordanță cu fapta.”

#### ·Slujire a enoriașilor:
„în pastorație nu am îmbrățișat nici abuzul,
prin lăcomie, nici comoditatea. Am îndeplinit întotdeauna prompt slujirile
cerute de credincioși, ziua și noaptea mă sculam din somn, plecam la casa
solicitanților și chiar de la masă mă ridicam, dacă serviciul cerea urgență”.

#### ·Chivernisitor bun al celor bisericești:
1938 refacerea tencuielii exterioare a
bisericii, 
1947- reparații capitale și repictare
(pictor Niță Angelescu), 
1954- retencuirea exteriorului, 
1956-clopotniță nouă din cărămidă, pe
structură de rezistență din beton armat, având parter și două nivele, 
1966- pridvor nou, din zid pe structură
de rezistență din beton armat în înălțăme concordantă cu biserica, 
1967- introducerea curentului electric
în lăcașul bisericii și clopotniță,
1968- restaurarea picturii, (pictor
Traian Crisbășeanu)
1969-s-a turnat trotuar de beton pentru
îndepărtarea apei pluviale de temelia bisericii,
1972- amenajarea aleii de acces pietonal
în lungime de 30 m, de la stradă până în pragul bisericii, 
1975-împrejmuirea curții bisericii cu
gard din plăci prefabricate și din sârmă plasă galvanizată și împrejmuirea
cimitirelor cu aproape 1000 m gard de plasă și stâlpi din beton armat.
1981- s-au creat premise pentru o nouă
lucrare de pictură  a bisericii,
strângându-se fonduri bănești importante (59.500
lei  depuși la CEC și sold de 50 kg
lumânări). 

### Pr Iconomstavrofor Mihail Iacob( 10 oct 1982- 1 oct 1986)
Fiu al satului și al bisericii prin naștere, Botez și Cununie, păstorește enoria din Plevna  în ultimii 4 ani ai timpului legal de angajare în muncă, ieșind la pensie, dar continuând până în anul 2000 slujirea celor sfinte. După slujiri la Zimbru și foarte mulți ani la Dragalina, unde a continuat lucrările la biserica satului. Edificată până la acoperiș în anul 1939, dar sistându-se lucrările din cauza războiului și a opresiunii comuniste, a fost definitivată în anul 1979, când la 3 iunie, după atât amar de așteptare, lăcașul de cult a fost târnosit.

### PrIconom stavroforAurelian Gugu, (1987- 1995) suplinitor.
Din 1988 organizează și supraveghează repictarea bisericii, sfințită în anul 1989. După Revoluție încep demersurile în vederea construcției casei parohiale, realizate în anul 1994 .

### Pr Gabriel Toma( din 1995)
Fiu al satului și nepot al Pr Mihai Constantin, este absolvent al Facultății de Teologie Ortodoxă a Universității București (1996) și al Studiilor Aprofundate, specializarea Pastorală și Misiune (1998). Căsătorit cu Rodica Toma, profesor pentru învățământul primar și preșcolar, au împreună doi copii.
  Păstorind
o comunitate cu mai puțin de 300 familii închegate, dar ireversibil supuse
procesului îmbătrânirii, s-a reușit, cu anevoie dar în bune condițiuni, continuarea
lucrărilor gospodărești la biserici (parohială, filie) și la casa parohială,
așa încât aproape în fiecare an rubrica „investiții” din bugetul de cheltuieli
consemnează șantiere la acoperiș, ziduri, interior, exterior.
1996- definitivarea casei parohiale (preluată „la roșu-gri”, extindere spațială, reproiectarea și refacerea acoperișului, tencuire decorativă, realizarea instalațiilor electrică și sanitară,  montarea ușilor și ferestrelor, construirea anexelor gospodărești), 
1998-vopsirea acoperișului bisericii parohiale, și refacerea acoperișului smuls de o furtună la biserica filie, 
2000-decaparea zidăriei exterioare a bisericii parohiale, retencuirea clopotniței,
2001 refacerea exteriorului bisericii filii - decapat, tencuit, vopsit, 
2002- stropire decorativă exterioară cu praf de marmură a bisericii parohiale și clopotniței, 
2003 - electrificarea bisericii filii, 
2005- tâmplăria înnoită a  ferestrelor tip PVC, la biserica parohială, 
2007-2008- refacerea tavanului, înnoirea tâmplăriei ferestrelor, reparații interioare la biserica filie,
2008- refacerea acoperișului turlei cu tablă nouă și ferestre PVC termopan, la biserica parohială,
2009- refacerea învelitoarei turlei, la biserica filie,
2010- înlocuirea în totalitatea a învelitoarei bisericii parohiale,
2011- montarea instalației de paratrăsnet, biserica parohială, 
2012- împrejmuirea integrală a curții bisericii parohiale cu gard din panouri sudate de plasă zincată și  plasă împletită, confecționat porți noi de acces, 
2013- montat uși noi de acces în biserică, securizarea spațiului sacru prin montarea alarmei contra efracție la biserica parohială,
 2013- refacerea integrală a învelitorii, montarea jgheaburilor și burlanelor, securizarea spațiului sacru prin montarea alarmei contra efracție, la biserica filie.
2014-  împrejmuire curții bisericii Valea Rusului cu gard nou pe două laturi, montarea jgheaburilor și burlanelor aferente la biserica parohială; turnarea șapei interioare la biserica parohială, confecționat/montat poartă de acces curtea bisericii Valea Rusului
2015- realizarea clopotniței la biserica filie
2016- montarea instalației de paratrăsnet, biserica filie, refacerea instalației electrice la biserica parohială
2017- achiziționarea produsului Freezteq, necesar pentru îndepărtarea igrasiei din biserica parohială
2018- punerea în operă la biserica parohială a substanței împotriva igrasiei și montarea instalației de încălzire (termoșemineu pe peleți și 10 radiatoare)

## CÂNTĂREȚI BISERICEȘTI
Primul cântăreț, chiar de  la înființarea parohiei Plevna, a fost Ion Nichifor. Conform unei însemnări din Psaltire, era originar din Tilișca, localitate istorică transilvăneană  depinzând administrativ de Săliștea Sibiului, venit în regat anterior anului 1890, căci o inscripție din Psaltire îl atestă drept „Cântărețu fiind din 1890 la Valea Rusului, servici Comuna Plevna din 1893, jud Ialomița”. 
  
A cunoscut tipicul bisericesc și glasurile practice „în așa măsură că arăta mult zel în a le
îndeplini fără greș și știrbire” [8],
servind între 1893 și 1 iunie 1923 ca și cântăreț salariat iar mai apoi, pensionar.
   În calitate
de cântăreț salariat, apoi onorific a slujit și fiul său, Gheorghe I. Nichifor, ca bugetar până în 1932 și onorific până în
anul 1945[9],
cum se dovedește din inscripția din Mineiul pe Noiembrie: „Preotul Mihail C Paraschiv, venit în Plevna la anul 1937, 15 martie,
cântăreț Gh. I Nichifor. Din anul 1923, 1 iunie, bugetar până în 1932” 
  

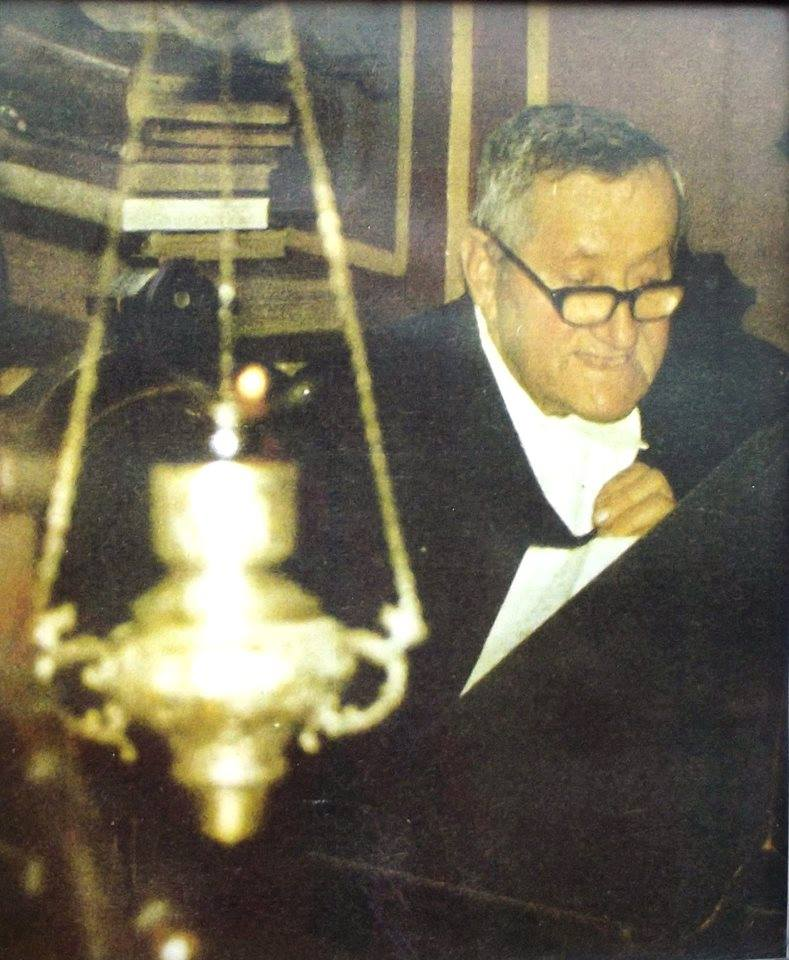
Un emerit cântăreț bisericesc al parohiei Plevna, Gică Dascălul

Din 1 iunie 1943, neîncetat, timp de peste 55 de ani, a susținut strana
în mod admirabil și a participat în mod însuflețit și conștiincios la toate lucrările
bisericești, Radu Gheorghe.
Absolvent al Școlii de Cântăreți bisericești „ Episcopul Gherontie” a
Episcopiei Constanței, din Medgidia. Dăruit de Dumnezeu cu mari capabilități
vocale și foarte bun cunoscător al cântării bisericești și a tipicului, a
slujit în mod neîncetat ca salariat și pensionar peste 55 de ani. 
 Anul 1999 aduce un alt cântăreț cu „școală”,
în persoana tânărului localnic Țițeică
Florin Victor. Dotat cu calități deosebite pentru executarea muzicii
psaltice, foarte bun cunoscător al notației muzicale bisericești, s-a format la
Școala de cântăreți bisericești a Episcopiei Sloboziei și Călărașilor „Roman
Melodul”, din Călărași. Fire ambițioasă își completează studiile liceale la
Liceul Alexandru Odobescu din Lehliu Gară iar mai apoi este admis la Facultatea
de Teologie Ortodoxă a Universității Valahia, din Târgoviște. În anul 2010
părăsește, cu regret, slujirea de cântăreț al Parohiei Plevna, luînd asupra sa
jugul Domnului, ca preot și paroh al localității Frăsinet. Își completează studiile
în cadrul unui program de masterat și activează în Corul Protopopiatului
Lehliu.
 Îi urmează în slujirea stranei, fiul satului, Stoian Constantin Cristian, din 2010.
Absolvent al Seminarului „Nifon Mitropolitul” din București, a putut, în
condiții optime, să-și rafineze darul natural al vocii  (puternice și armonioase) prin buna stăpânire
a artei și științei muzicale. Și-a desăvârșit studiile teologice la Facultatea
de Teologie Ortodoxă a Universității Valahia, din Târgoviște, absolvind în anul 2015.
- Toma, Pr Gabriel, Parohia Plevna- Monografie istoric- spirituală, Editura Tradiția românească, București, 2014
- http://www.parohiaplevna.ro
- Constantin,  Preotul Mihai, Monografie, în Evangheliar, 1968, manuscris,

- Idem ,  Lucrare de analiză autobiografică, 1986, manuscris,

- Fiera, Pr Ilarion,  Monografia religioasă  a  Parohiei Plevna, 1906, manuscris,

- Moldoveanu, Pr Prof  Dr Nicu,  Muzicieni ialomițeni, Mihail și Traian Vulpescu, în Almanah bisericesc, Episcopia Sloboziei și Călărașilor, Slobozia, 1997, p 73- 78

- Rădulescu, Ilie-Ștefan, Tudor, Constantin, Călărașii în literatura română, Editura Pămânul, Călărași, 1995,

- Serghie, Pr Ion , + Preotul Ion Răzvan, în rev. G B., an XXXVIII (1979), nr 3-4, p 366-367,

- Ursescu, Aureliu V., Anuarul județului Ialomița pe 1906, Călărași, 1096,

- Administrația  Cassei Bisericii, Anuar 1909, Tipografia cărților bisericești, București, 1909,

- Calendarul Episcopiei Constanța pe anul 1946, Constanța, 1946,

- Fondul arhivistic al Parohiei Plevna, 1906- 2013,

- Fondul arhivistic al Parohiei Valea Rusului, 1932-1972,

- Raportul Comisiei Sfântului Sinod pentru fixarea parohiilor urbane și rurale, Tipografia cărților bisericești, București, 1888,

- Sfințirea bisericii din Parohia Dragalina, Județul Ialomița, în rev.  Glasul Bisericii, an XXXVIII (1979), nr 7-8, p 861- 863,

- Zece ani de autonomie bisericească, Tipografia Modernă, Călărași, 1938,

- www.http://constantinbita.tripod.com/id21.html
- www.calarasi.djc.ro